# Apsley, New South Wales
Apsley är en by (locality) i Wellington Council i New South Wales i Australien. Folkmängden uppgick till 355 år 2006.

## Kommunikationer

### Järnväg
Apsley är belägen på järnvägsbanan Main Western Line, järnvägsstationen Apsley Railway Station är dock demolerad.

### Väg
Apsley är belägen på landsvägen Mitchell Highway.